# スウィートボックス
スウィートボックス （Sweetbox）は、ドイツ出身の音楽ユニット。エグゼクティブ・プロデューサーHeiko Schmidt、音楽プロデューサーRoberto "GEO" Rosan、と歴代ボーカルによって構成。

## 歴代ヴォーカル
- Kimberley Kearney a.k.a. Tempest（1995）
- Dacia Bridges（1996）
- Tina Harris （1997-1999）
- Jade Villalon（ソロ名義はJade Valerie, 2000-2006）
- Jamie（2008- ）
- 福原美穂（2013）
- Vivi（2020）

## 概要
デビューからボーカルがJade Villalonに替わるまでは、ヒップホップを主体とした楽曲を制作していたが、Tina Harris時のシングル「Everything's Gonna Be Alright」が「G線上のアリア」をサンプリングした楽曲で大ヒット。Jade VillalonがヒップホップよりもR&B等のほうが合っていることもあり、クラシック音楽をサンプリングした楽曲を多く制作していくこととなる。2004年発売のアルバム『Adagio』では、PlayStation 2のロールプレイングゲーム『ファイナルファンタジーX-2』北米版でのテーマソングを担当し、日本でもヒット。2006年発売のアルバム『Addicted』では浜崎あゆみに提供した楽曲のセルフカバーも収録されている。

## 略歴
1995年 - Kimberley Kearney a.k.a. Tempestをフィーチャーした1stシングル「Booyah - Here We Go」でデビュー。イタリア、シンガポールのチャートで1位となる。95年後半にはDacia Bridgesを起用して2ndシングル「Shakalaka」をリリース。
1997年 - ボーカルにTina Harrisを起用。「G線上のアリア」をサンプリングした「Everything's Gonna Be Alright」が世界中で大ヒットし、日本でも日本ゴールドディスク大賞の洋楽部門で受賞する。
1999年 - Tina Harrisが脱退。
2001年 - 新ボーカルにカリフォルニア出身のJade Villalonを迎え入れ「Classified」をリリース。日本でも40万枚以上を売るメガヒットとなる。
2005年 - 結成10周年を記念し、初のベスト・アルバム「THE GREATEST HITS」をリリース。プラチナ・ディスクに認定される。浜崎あゆみに楽曲提供を行う。
2006年 - 日本でスバル・レガシィ・ツーリングワゴンのCMソングになった「Addicted」が大ヒット。同曲を含む約2年ぶりのアルバム『ADDICTED』には、浜崎あゆみに提供した楽曲のセルフ・カバーを収録。同年12月、Roberto "GEO" RosanとJade Villalonが脱退（Jadeは引き続きGEOプロデュースで、2007年からソロ名義での活動を経て、2009年からはGEOとの新プロジェクト・ETERNITY∞を始動）。
2008年 - 新ボーカリストにJamieを迎え、新しいプロデューサー陣のもと始動。
2009年 - エイベックスからワーナー・ミュージックに移籍。移籍第1弾となるアルバム『THE NEXT GENERATION』をリリース。
2013年 - 6代目の新ボーカリストとして札幌市出身の福原美穂を迎え、新アルバム『Z21』のレコーディング。
2020年 - デビュー25周年、Roberto "GEO" RosanとJade Villalon、新ボーカリストにViviを迎え再始動。アルバム『Da Capo』をリリース。

## ディスコグラフィ

### シングル
- Booyah, Here We Go (1995) / Kimberley
- Shakalaka" (1995/12/13) / Dacia
- Wot (1996) / Dacia
- Never Alone (1996) / Kimberley
- I'll Die For You" (1997) / Tina
- Everything's Gonna Be Alright (1998/03/04)[1] / Tina
- Sometimes (1998/06/24)[2] / Tina
- Shout (1998/10/03)[3] / Tina
- U Make My Love Come Down (1999) / Tina
- For The Lonely (2001/02/21)[4] / Jade
- Cinderella (2001/04/23) / Jade
- Trying To Be Me (2001/10/09) / Jade
- Boyfriend (2001/09/10) / Jade
- Here On My Own (2003/03/05) / Jade
- This Christmas / More Than Love / Jade
- Killing Me D.J. feat. Toby / Jade

### アルバム
- SWEETBOX (1998/03/21)[5]
- SWEETBOX NEW EDITION(1998/07/23)[6]
- Classified (2001/02/24)[7][8]
- JADE (2002/09/26)[9]
- JADE -silver edition- (2003/03/05)[10]
- Adagio (2004/02/04)[11]
- After The Lights (2004/11/17)[12]
- 13 Chapters (2004/11/30)[13]
- Best of Sweetbox / THE GREATEST HITS (2005/02/02)[14]
- Raw Treasures Volume 1 (2005/10/14)[15]
- ADDICTED(韓国盤のみDVD付[16])(2006/03/01)[17]
  - タイトル曲はスバル・レガシィのCMソング。
- Live sweetbox (CD+DVD) (2006/08/02)[18]
- Best of 12" Collection (2006/08/02)[19]
- LIVE IN SEOUL (DVD)(韓国のみ)
- Complete Best (2007/12/12)[20]
- Rare Tracks (2008/02/06)[21]
- SWEET WEDDING BEST (2008/06/04)[22]
- SWEET RAGGAE MIX (2008/09/10)[23]
- The Next Generation (2009/06/10)[24]
  - 日本盤ボーナストラックとして、中田ヤスタカがリミックスを手がけた「Everything's gonna be alright(Next Generation 2009)」を収録。
- Diamond Veil (2011/05/25)[25]
- #Z21 (2013/07/03)[26]
- SWEETEST REMIX (2017/04/19)[27]
- SWEETEST BEST Selection 1997-2006 (2017/04/19)[28]
- Happy Wedding Complete Best (2020/02/26)[29]
- Da Capo (2020/02/26)[30]